# سيليزيا
سيليزيا (بالبولندية: Śląsk، بالألمانية: Schlesien، بالتشيكية: Slezsko) منطقة تاريخية في أوروبا الوسطى. تغطي الأجزاء الجنوبية الغربية من بولندا وبعض أجزاء ألمانيا والتشيك. تقع على جبال السوديت ويخترقها نهر الأودر. أكبر مدنها هي مدينة فروتسواف في بولندا.
وتضم سيليزيا السفلى وسيليزيا العليا.
كانت في البداية تابعة لبولندا حتى عام 1163 حين أخذتها الإمبراطورية الرومانية المقدسة وأصبحت إقطاعية ثم أصبحت بعد ذلك دوقية تحت حكم ملك النمسا إلى أن فقدتها في حرب السنوات السبع ضد بروسيا، وأصبحت ألمانية عندما تمت الوحدة الألمانية عام 1871، ثم إندلعت الحرب العالمية الثانية التي انهزمت فيها ألمانيا وذهبت سيليسيا إلى بولندا التي استعادتها بعد 80 عام تقريبا.
أهم المعارك التي حدثت فيها وأشهرها كانت معركة حقل ليغنيتسا والتي جرت يوم 9 أبريل 1241 في إطار الفتوحات المغولية حيث أباد الجيش المغولي قوة مشتركة من البولنديين والألمان من النظام التيوتوني وغيرهم.

## أعلام
- آرثر هوفمان
- يوهان فيلهلم ريتر
- فولفرام فريهر فون ريختهوفن
- يوهان كريستيان هالمان
- إيبرهارد فيرنر

## اقرأ أيضاً
- سيليزيا التشيكية